# Chrysobothris tibidens
Chrysobothris tibidens es una especie de escarabajo del género Chrysobothris, familia Buprestidae. Fue descrita científicamente por Domínguez & Márquez en 1971.